# Габерово (Бургасская область)
Габерово (болг. Габерово) — село в Болгарии. Находится в Бургасской области, входит в общину Поморие. Население составляет 586 человек.

## Политическая ситуация
В местном кметстве Габерово, в состав которого входит Габерово, должность кмета (старосты) исполняет Ахмед Али Мехмед (Движение за права и свободы (ДПС)) по результатам выборов.
Кмет (мэр) общины Поморие — Петыр Георгиев Златанов (независимый) по результатам выборов.